# ميكاليس بيراكيس
ميكاليس بيراكيس مواليد 15 مارس 1984 في أثينا، هو لاعب كرة سلة يوناني. بدأ مسيرته الاحترافية في سنة 2002. يلعب مع لافريو في الدوري اليوناني لكرة السلة كلاعب وسط. يحمل الرقم 12. يبلغ طوله 6 قدم 9.5 بوصة (2.1 م). لعب مع نادي إيه إي كي لكرة السلة في الدوري اليوناني لكرة السلة ونادي سبورتينغ لكرة السلة.

## روابط خارجية
- ميكاليس بيراكيس على موقع كرة السلة الأوروبية.كوم (الإنجليزية)
- ميكاليس بيراكيس على موقع DraftExpress.com (الإنجليزية)
- ميكاليس بيراكيس على موقع ريلجم (الإنجليزية)
- ميكاليس بيراكيس على موقع سبورتس رفرنس (الإنجليزية)